# Chaos Bleeds
Chaos Bleeds (lett. Chaos sanguinoso) è un fumetto dedicato alle avventure di Buffy Summers, la protagonista della serie televisiva Buffy l'ammazzavampiri.
Si tratta di un fumetto one-shot estraneo alla serie regolare pubblicata dalla Dark Horse Comics, disponibile solo come allegato al videogioco omonimo creato per Playstation 2 e XBox.
La storia scritta da Christopher Golden prende spunto da una sceneggiatura redatta per un episodio televisivo mai realizzato che avrebbe dovuto inserirsi prima di Contrasti d'amore (Buffy 5x19). Il fumetto costituisce il prequel all'avventura da vivere poi nel videogioco. Dallo stesso soggetto è stato anche realizzato un romanzo dal titolo omonimo, scritto da James A.Moore.

## Trama
- Testo : Christopher Golden & Tom Sniegoski
- Disegni : Cliff Richards
- Colore : Michelle Madsen
- Inchiostro : Will Conrad

Da un portale temporale fuoriesce la famiglia Gorch, vampiri già visti e sconfitti nell'episodio Il ballo di fine corso (Buffy 3x05). Buffy, Spike e la Scooby Gang li affrontano all'interno del locale "Lo sperone d'oro" ma non riescono ad eliminarli. Giles intuisce che la loro provenienza possa essere una dimensione alternativa e si mette a far ricerche. Un altro portale temporale fa comparire il pupazzo Sid, già visto nell'episodio Il teatro dei burattini (Buffy 1x09): sarà lui a fornire ad un addormentato Osservatore il libro giusto per effettuare assieme a Willow l'incantesimo per far richiudere il portale. Tocca a Buffy affrontare nuovamente i Gorch e tenerli a bada fino al compimento del rituale. I vampiri vengono rispediti nella loro dimensione ma tutto questo "è solo una tregua: presto, molto presto il gioco inizierà".
- Anacronicità: quando Spike si presenta a casa di Buffy per avvisarla dell'imminente pericolo dei Gorch, lei lo apostrofa accusandolo di aver "nuovamente" barato al poker dei gattini. Questo contrasta con la trama del telefilm poiché Buffy scopre questo traffico di gattini soltanto nell'episodio Sotto esame (Buffy 6x05).
- Curiosità: l'idea di inserire una puntata particolare, con la comparsa di antichi nemici, era parsa agli autori una buona occasione per scaricare la tensione creata dalla morte di Joyce prima della serie di puntate che portano allo scontro finale con Glory. [1]